# Penelope (fågelsläkte)
Penelope är ett släkte fåglar i familjen trädhöns inom ordningen hönsfåglar med 16 arter som förekommer i Syd- och Mellanamerika:
- Bandstjärtad guan (P. argyrotis)
- Skägguan (P. barbata)
- Baudóguan (P. ortoni)
- Andinsk guan (P. montagnii)
- Marailguan (P. marail)
- Blåkindad guan (P. superciliaris)
- Rödkindad guan (P. dabbenei)
- Amazonguan (P. jacquacu)
- Tofsguan (P. purpurascens)
- Caucaguan (P. perspicax)
- Vitvingad guan (P. albipennis)
- Mörkbent guan (P. obscura)
- Yungasguan (P. bridgesi) – nyligen urskild art, traditionellt behandlad som underart till obscura
- Vitkronad guan (P. pileata)
- Rostbukig guan (P. ochrogaster)
- Vitbrynad guan (P. jacucaca)